# Кривуля (притока Боберки)
Криву́ля — річка в Україні, у межах Жидачівського району Львівської області. Ліва притока Боберки (басейн Дністра). 

## Опис
Довжина 13 км, площа басейну 40,5 км². Річище слабозвивисте, заплава в багатьох місцях заболочене й поросла лучною рослинністю. 

## Розташування
Кривуля бере початок на біля села Квітневе. Тече між пагорбами Опілля спершу переважно на південний схід, далі на південь і південний захід, у пониззі — на захід. Впадає до Боберки на північний захід від села Калинівки. 